# Husos horarios de Rusia
En Rusia se utilizan once husos horarios, que van del UTC +2 al UTC +12. En ninguna de estas se aplica horario de verano. Comienza el horario de verano el 16 de febrero de 2025 y finalizar el 14 de septiembre de 2025.
|  |             |          |        |                                          |
|  | Abreviatura | Estándar | Huso   | Horario local                            |
|  | KALT        | UTC +2   | MSK −1 | Hora de Kaliningrado                     |
|  | MSK         | UTC +3   | MSK    | Hora de Moscú                            |
|  | SAMT        | UTC +4   | MSK +1 | Hora de Samara                           |
|  | YEKT        | UTC +5   | MSK +2 | Hora de Ekaterimburgo                    |
|  | OMST        | UTC +6   | MSK +3 | Hora de Omsk                             |
|  | KRAT        | UTC +7   | MSK +4 | Hora de Krasnoyarsk y Novosibirsk        |
|  | IRKT        | UTC +8   | MSK +5 | Hora de Irkutsk                          |
|  | YAKT        | UTC +9   | MSK +6 | Hora de Yakutsk                          |
|  | VLAT        | UTC +10  | MSK +7 | Hora de Vladivostok                      |
|  | MAGT        | UTC +11  | MSK +8 | Hora de Magadán, Sajalín y Srednekolimsk |
|  | PETT        | UTC +12  | MSK +9 | Hora de Anádyr y Kamchatka               |